# Jean-Baptiste Caristie
Pour les articles homonymes, voir Caristie.
Jean-Baptiste Caristie, né en 1714 à Riva Valdobbia, est un architecte français. D'une famille d'architectes d'origine italienne, les Caristie, il a été architecte à Saulieu où il est mort le 25 juillet 1754.

## Biographie
Fils de Michel-Ange Caristie, il est le frère d'Auguste Caristie, né en 1710, qui est le père du plus célèbre des Caristie, Augustin-Nicolas dit Auguste Caristie, né à Avallon le 6 décembre 1783, membre de l'Académie des Beaux-Arts, et de Philippe Joseph Marie Caristie.
Il est le cousin de Jean-Antoine Caristie, né en 1719 de Michel-Ange Caristie et de son épouse Caterina Ronco, mort en 1770, architecte à Dijon où il s'installe en 1750.
Les Caristie ont travaillé avec les Dalgabio originaires de la même ville et qui ont été architectes dans le Forez et à Lyon.

## Principaux ouvrages
- Chapelle du collège des Jésuites[3], à Autun, en 1748.
- Château de Lacour, à Lacour-d'Arcenay[4], Côte-d'Or, en 1748.
- Hôpital Saint-Nicolas[5], à Vitteaux, en 1748.
- Restauration du prieuré de Saint-Thibault, en 1752.
- Fontaine Saint-Andoche, dite Caristie, à Saulieu, en 1753 (bassin et ornements)[6].
- Château de la Montagne (Saint-Honoré-les-Bains)[7], à Saint-Honoré-les-Bains, Nièvre, en 1776.